# Hrvatsko kulturno društvo August Šenoa, Čonoplja
Hrvatsko kulturno društvo August Šenoa je kulturno društvo Hrvata iz Čonoplje, AP Vojvodina, Srbija. Nosi ime po hrvatskom književniku Augustu Šenoi. Poznati član Društva bio je Đuro Lončar. Član društva bio je poslije Drugoga svjetskog rata sve do 1950. godine, kad je članstvo prekinuo zbog studija.